# Xyris rubrolimbata
Xyris rubrolimbata là một loài thực vật hạt kín trong họ Hoàng đầu. Loài này được Heimerl miêu tả khoa học đầu tiên năm 1906.